# 최재영 (바둑 기사)
최재영(崔宰榮, 1997년 4월 10일 ~ )은 대한민국의 바둑 기사다.

## 약력
인천 출신으로 7세에 인천 작전현대 바둑교실에서 처음 바둑을 접했다. 이세돌바둑연구소 류동완 사범에게 바둑을 배웠으며 2015년 제135회 일반입단대회를 통해 입단했다. 2016년 제35회 KBS바둑왕전 본선 32강과 제4회 메지온배 오픈신인왕전 16강에 진출했으며 2단으로 승단했다. 같은해 12월, 3단으로 승단한 이후 2017년 제2회 미래의 별 신예최강전 본선 8강에 올랐다. 2018년 JTBC 챌린지매치 1차 대회에서 준우승을 차지했으며 4단으로 승단했다. 2019년 5단을 거쳐 2021년에 6단으로 승단했다.